# Raúl Primatesta
Raúl Francisco Primatesta (Capilla del Señor, 14 aprile 1919 – Córdoba, 1º maggio 2006) è stato un cardinale e arcivescovo cattolico argentino.

## Biografia
Nacque a Capilla del Señor (provincia di Buenos Aires) il 14 aprile 1919. Dal 1963 al 1994 fu arcivescovo di Córdoba.
Papa Paolo VI lo elevò al rango di cardinale nel concistoro del 5 marzo 1973.
Partecipò ai due conclavi del 1978 che elessero Giovanni Paolo I e Giovanni Paolo II.
Il 14 aprile 1999, compiendo 80 anni, diventò cardinale non elettore: infatti 6 anni dopo non partecipò al conclave del 2005 che elesse Benedetto XVI.
Morì a Córdoba il 1º maggio 2006 all'età di 87 anni. È sepolto nella cattedrale dell'Assunzione di Maria Vergine a Córdoba.

## Genealogia episcopale e successione apostolica
La genealogia episcopale è:
- Cardinale Scipione Rebiba
- Cardinale Giulio Antonio Santori
- Cardinale Girolamo Bernerio, O.P.
- Arcivescovo Galeazzo Sanvitale
- Cardinale Ludovico Ludovisi
- Cardinale Luigi Caetani
- Cardinale Ulderico Carpegna
- Cardinale Paluzzo Paluzzi Altieri degli Albertoni
- Papa Benedetto XIII
- Papa Benedetto XIV
- Papa Clemente XIII
- Cardinale Bernardino Giraud
- Cardinale Alessandro Mattei
- Cardinale Pietro Francesco Galleffi
- Cardinale Giacomo Filippo Fransoni
- Cardinale Carlo Sacconi
- Cardinale Edward Henry Howard
- Cardinale Mariano Rampolla del Tindaro
- Cardinale Antonio Vico
- Arcivescovo Filippo Cortesi
- Arcivescovo Zenobio Lorenzo Guilland
- Arcivescovo Antonio José Plaza
- Cardinale Raúl Primatesta

La successione apostolica è:
- Arcivescovo Cándido Genaro Rubiolo (1974)
- Vescovo Alfredo Guillermo Disandro (1975)
- Cardinale Estanislao Esteban Karlic (1977)
- Vescovo Ramón Iribarne Arámburu, O. de M. (1980)
- Vescovo Jesús Arturo Roldán (1980)
- Vescovo Jorge Arturo Meinvielle, S.D.B. (1980)
- Arcivescovo Carlos Walter Galán Barry (1981)
- Vescovo Elmer Osmar Ramón Miani (1983)
- Vescovo Omar Félix Colomé (1984)
- Arcivescovo José María Arancibia (1987)
- Vescovo Baldomero Carlos Martini (1989)
- Vescovo Paulino Reale Chirina (1989)
- Arcivescovo Carlos José Ñáñez (1991)
- Vescovo Roberto Rodríguez (1992)